# Drosera adelae
 (juillet 2020).
Si vous disposez d'ouvrages ou d'articles de référence ou si vous connaissez des sites web de qualité traitant du thème abordé ici, merci de compléter l'article en donnant les références utiles à sa vérifiabilité et en les liant à la section « Notes et références ».
Espèce
Classification phylogénétique
Répartition géographique
Drosera adelae est une espèce de plantes carnivores de la famille des Droseraceae. C'est une des rares drosera aux fleurs rouges.

## Description
C'est une plante terrestre, vivace, de 15 à 20 cm de haut avec des racines fibreuses.
Les feuilles sont lancéolées et acuminées, de 10 à 25 cm de long et 10 mm de large, d’un vert pâle. Elles possèdent des poils glanduleux clairsemés. Le limbe est glanduleux sur le dessus, glabre sur le dessous. Les feuilles disposées en rosette se déroulent progressivement, elles prennent une teinte rougissante en fonction de la chaleur.
Les fleurs sont de couleur rouge clair, nombreuses et petites. La hampe florale, de 35 cm de haut, porte une racème de 10 à 20 fleurs aux sépales verts. Les graines sont noires et subglobuleuses. La floraison reste variable en fonction des conditions de culture. C'est un des rares Drosera qui possède des fleurs aux pétales rouges.

## Répartition et habitat
Il s’agit d’une espèce de climat tropical humide, sa répartition géographique est limitée au Nord Ouest du Queensland à 100 km au sud-est de Cairns. Drosera adelae pousse dans les endroits marécageux, sous les arbres, dans les collines autour de Rockingham Bay, secteur montagneux aux précipitations élevées. On connaît une forme naturelle de cette espèce.

## Culture
Cette espèce de Drosera issue d'un climat chaud et tropical, demande des conditions de culture assez particulière vis a vis des autres espèces de son genre. Drosera adelae réclame une ambiance chaude, et surtout très humide. C'est souvent cette négligence au niveau du climat qui est la cause d'un fort taux de mortalité dans les collections de particulier. Pendant la période de repos (l'hiver), Drosera adelae peut être mise à l'extérieur. Elle peut supporter de petites gelées. La mettre dehors permet de lui assurer une période de repos plus intense qui la rendra plus vigoureuse pendant le reste de l'année.
La meilleure façon de cultiver cette plante dans de bonnes conditions est de la mettre en culture dans un terrarium approprié. Elle pourra être mise en culture avec certaines espèces de Drosera issues de la même région, comme Drosera prolifera et Drosera shizandra. On peut également mettre du sphagnum (sphaigne vivante) en surface, ce qui augmentera l’apparition de rejet. Si Drosera adelae se plaît dans son endroit de culture, il pourra alors se multiplier aisément et montrer toute sa splendeur en augmentant sa population.
Le substrat peut être composé de 60 % de tourbe blonde additionné de 40 % de sable, ou un substrat constitué uniquement de sphaigne.
La température idéale est de 5 à 15 °C l’hiver et de 18 à 30 °C l’été. Pour l'hygrométrie, il faudrait entre 80 et 90 % pour une pousse optimale. Il faut maintenir le sol humide toute l’année au moyen de la présence d’une soucoupe sous le pot, mais réduire l'arrosage et enlever la soucoupe en hiver. Une forte luminosité est nécessaire, mais pas de soleil direct.
La multiplication peut se faire par bouture de feuilles disposées sur de la sphaigne vivante au début de l’été. Bien sûr, il est aussi possible de faire un semis direct sur le substrat.